# Charaxes nicholii
Charaxes nicholii är en fjärilsart som beskrevs av Grose-smith 1886. Charaxes nicholii ingår i släktet Charaxes och familjen praktfjärilar. Inga underarter finns listade i Catalogue of Life.